# Cephalcia abietis
Cephalcia abietis là một loài côn trùng trong họ Pamphilidae. Loài này được Linnaeus miêu tả khoa học đầu tiên năm 1758.
Đây là loài gây hại phát triển phổ biến ở Belarus.